# Supercar (groupe)
Pour les articles homonymes, voir Supercar.
Supercar (スーパーカー, Sūpaa Kaa) est un groupe japonais de J-rock actif de 1995 à 2005.

## Membres
- Kōji Nakamura (中村弘二 Nakamura Kōji?) - Chanteur, Compositeur, Guitariste
- Miki Furukawa (フルカワミキ Furukawa Miki?) - Chanteuse, Bassiste
- Junji Ishiwatari (いしわたり淳治 Ishiwatari Junji?) - Guitariste
- Kōdai Tazawa (田沢公大 Tazawa Kōdai?) - Batteur

## Biographie
2005 - Ils sont sous les projecteurs car leur musique "Storywriter" est dans l'anime Eureka Seven.

## Discographie

### Singles
- Cream Soda (21 septembre 1997)
- Planet (1er décembre 1997)
- Lucky (1er mars 1998)
- Drive (21 mai 1998)
- Sunday People (21 septembre 1998)
- My Girl (3 février 1999)
- Love Forever (21 mai 1999)
- Fairway (2 février 2000)
- White Surf Style 5 (12 octobre 2000)
- Strobolights (23 mai 2001)
- Yumegiwa Last Boy (21 novembre 2001)
- Aoharu Youth (6 février 2002)
- Recreation (14 février 2003)
- BGM (19 novembre 2003)
- Last Scene (28 janvier 2004)
- Wonder Word EP (28 avril 2004)

### Albums
Studio albums
- Three Out Change (1er avril 1998)[1]
- Jump Up (10 février 1999)
- Futurama (22 novembre 2000)[2]
- Highvision (24 avril 2002)
- Answer (25 février 2004)

Project albums
- Ooyeah (21 août 1999)
- Ookeah (21 août 1999)

Compilation albums
- 16/50 1997~1999 (14 février 2003)
- A (24 mars 2005)
- B (24 mars 2005)

### DVD
- High Booster + U.N. VJ Works (19 novembre 2002)
- P.V.D. (20 novembre 2002)
- P.V.D. 2 (20 novembre 2002)
- Last Live Kanzen-ban (LAST LIVE 完全版 Last Live: Complete Edition) (29 juin 2005)
- P.V.D. Complete 10th Anniversary Edition (4 avril 2007)